# Teberda
Cet article concerne la ville. Pour la rivière, voir Téberda.
Teberda (en russe : Теберда) est une ville de la république de Karatchaïévo-Tcherkessie, en Russie. Sa population s'élevait à 8 825 habitants en 2013.

## Géographie
La ville est située dans le Grand Caucase et arrosée par la rivière Teberda, un affluent de la rive gauche du fleuve Kouban. Elle se trouve à 20 km au nord-est de la station de sports d'hiver de Dombaï, à 90 km au sud-sud-ouest de Tcherkessk et à 1 402 km au sud de Moscou.
Le centre-ville se trouve à une altitude d'environ 1 300 m, ce qui fait de Teberda la ville la plus haute de Russie. Les sommets environnants sont la Malaïa Marka (3 746 m) et le Kychkadcher (3 822 m). Au sud-est, à la frontière avec l'Abkhazie, le Dombaï (4 046 m) est le sommet de plus de 4 000 m le plus à l'ouest du Caucase.
La ville se trouve sur l'ancienne route militaire de Soukhoumi, qui franchit le col de Kloukhori à 2 782 m d'altitude et conduit à Soukhoumi, en Abkhazie, au bord de la mer Noire. Cette route est difficilement praticable pour les voitures depuis le conflit de 1992-1993.

## Histoire
Teberda fut d'abord un village karatchaï fondé en 1868 et appelé à l'origine Baïtchoralany-Kiabak.
Au début du XXe siècle apparurent les premières maisons, construites par de riches Russes. En 1925, l'une d'elles fut convertie en sanatorium pour des malades de la tuberculose, puis d'autres dans les années suivantes. Le village se transforma en station thermale. En 1929, la localité reçut le statut de commune urbaine ainsi que son nom actuel, Teberda, emprunté à la rivière qui l'arrose.
Au cours de la Seconde Guerre mondiale, en 1942, plusieurs centaines de juifs y sont assassinés lors d'exécutions de masse perpétrées par les allemands.
L'évolution de la ville en station thermale se poursuivit après la Seconde Guerre mondiale et jusque dans les années 1970, avec la construction de sanatoriums, d'hôtels et d'une base pour les sports de montagne. Teberda et la haute vallée de la Baksan, au sud-ouest du mont Elbrouz, devinrent le principal site touristique de l'Union soviétique dans le centre du Caucase. Depuis 1971, Teberda a le statut de ville.

## Population
Recensements (*) ou estimations de la population
| 1939* | 1959* | 1970* | 1979* | 1989* |
| ----- | ----- | ----- | ----- | ----- |
| 3 200 | 4 433 | 6 524 | 6 637 | 8 840 |

| 2002* | 2010* | 2012  | 2013  | 2014 |
| ----- | ----- | ----- | ----- | ---- |
| 7 827 | 9 058 | 8 901 | 8 825 | -    |

## Environnement et culture
Les hautes montagnes qui l'entourent sont la principale attraction de Teberda. Au sud de la ville se trouve la réserve naturelle de Teberda, fondée en 1936. Elle s'étend aujourd'hui sur 65 792 hectares et comprend deux zones de pins et de glaciers. Cette réserve de la biosphère est depuis 1994 lauréat du diplôme européen des espaces protégées. Cet espace naturel protégé est toutefois menacé par le développement du tourisme, en particulier du ski alpin.
Teberda possède un musée consacré à l'histoire locale et aux sports de montagne, ainsi qu'un musée minéralogique.